# Електромагнітні методи підвищення нафтовилучення
Електромагнітний вплив на пласт є одним із сучасних фізичних методів стимуляції нафтовидобутку, що розглядається як ефективна альтернатива або доповнення до термічних, гідродинамічних, хімічних та мікробіологічних технологій. Цей метод ґрунтується на дії змінного електромагнітного поля на пластові флюїди та гірські породи, з метою зміни фізико-хімічних властивостей середовища, підвищення рухомості вуглеводнів і активізації залишкових ресурсів. У поєднанні з іншими методами або самостійно, електромагнітна стимуляція дозволяє значно підвищити дебіт свердловин, особливо в умовах низькопроникних, тріщинуватих або сильно обводнених пластів, а також на пізніх етапах розробки родовищ. Сучасні дослідження у цьому напрямі поєднують досягнення фізики плазми, електродинаміки, теплофізики та нафтогазової інженерії, формуючи міждисциплінарну основу для нової генерації енергетичних технологій.

## Загальний опис
Фізичні принципи дії електромагнітного поля на пластові системи полягають у складній взаємодії хвильового збудження з електропровідним середовищем, яке включає пластову воду, нафту, газ, глинисті та карбонатні компоненти породи. Залежно від частоти поля, глибини залягання та типу колектора, дію можна розділити на низькочастотну (індуктивну), високочастотну (радіохвильову) та мікрохвильову (діелектричну) стимуляцію. Основний механізм пов'язаний із виникненням електричного струму в провідних шарах гірської породи або рідині, який своєю чергою викликає локальне нагрівання за рахунок джоулевого ефекту. Це нагрівання призводить до зменшення в'язкості нафти, зниження сил адгезії до порової поверхні, зміни кута змочування, а також розширення тріщин або пор, що сприяє покращенню фільтраційних характеристик середовища.
Окрім теплового ефекту, важливим складником є електродинамічний вплив, зокрема дія змінного магнітного поля, яке може створювати мікроскопічні механічні вібрації. Такі вібрації здатні порушувати стабільні капілярні пастки, розривати гелеподібні структури, зменшувати поверхневий натяг на межі розділу фаз. Особливо ефективною є дія електромагнітного поля на воду з високим вмістом іонів — електролітів. При активації в такому середовищі з'являється явище поляризації диполів, що призводить до зміни орієнтації молекул і, відповідно, до зниження міжмолекулярних зв'язків. Це полегшує розділення води та вуглеводнів у мікрокапілярах породи та дозволяє збільшити дебіт. Додатково, у певних умовах може виникати електрофоретичний ефект — рух заряджених частинок або мікрокрапель у напрямку силових ліній поля, що активізує переміщення емульсій у напрямку до вибою свердловини.
Варто зазначити, що ефект впливу залежить не лише від частоти, а й від амплітуди, режиму генерації (імпульсний, безперервний, модуляційний), тривалості експозиції та конфігурації джерела поля. Існує поняття резонансного частотного вікна — діапазону, в якому порова система найбільш ефективно поглинає енергію поля. У багатьох випадках мова йде не про просте нагрівання середовища, а про складну резонансну взаємодію, що викликає нелінійні ефекти на рівні молекул і кристалічної решітки мінералів.

## Варіанти реалізації методу на практиці
Реалізація електромагнітного методу на практиці потребує спеціалізованого обладнання, яке створює й передає поле до інтервалу впливу. Здебільшого використовуються три типи систем: індукційні котушки, електродні генератори та високочастотні антени. Індукційні пристрої встановлюються або на гирлі свердловини (з використанням обсадної колони як хвилеводу), або вводяться безпосередньо у продуктивний інтервал за допомогою геофізичних кабелів. У другому випадку джерело поля може мати власне автономне живлення, програмовану логіку й систему зворотного зв'язку через датчики. Частотний діапазон залежить від типу впливу: для низькочастотної стимуляції використовуються поля в межах 100 Гц — 10 кГц, для радіочастотної — 10 кГц — 10 МГц, а для мікрохвильової — до 3 ГГц. Деякі системи дозволяють одночасну генерацію змінного електричного і магнітного полів, що створює комбінацію резонансних і теплових ефектів.

## Результати застосування в різних геологічних умовах
Польові випробування та досвід експлуатації електромагнітної стимуляції охоплюють широкий спектр геологічних умов. У США, на родовищах штату Каліфорнія та Техас, метод активно використовувався на свердловинах із важкою нафтою, де раніше застосовувалась парова обробка. Після впровадження електромагнітного нагрівання замість пара спостерігалося зниження витрат на 40 % при аналогічному прирості дебіту. В Альберті (Канада) електромагнітні технології поєднували з паро-розчинними методами у карбонатних пластах, що дозволило зменшити кількість теплових циклів і продовжити активний період видобутку без додаткової закачки. У Росії та Казахстані метод активно тестувався в умовах тріщинуватих пластів, де класичні методи закачування не давали результатів. Після введення в експлуатацію електромагнітних установок (ЕМУ) дебіти зросли у 2–3 рази, при цьому спостерігалося зменшення обводнення продукції, що свідчить про селективну дію на нафтову фазу.
В Україні науково-дослідні центри в Івано-Франківську, Полтаві й Харкові проводили експерименти на свердловинах у межах Дніпровсько-Донецької западини та Прикарпаття. Результати підтвердили доцільність застосування електромагнітного методу у пластах із високою глинистістю та нерівномірним розподілом насичення. Спостерігалося зменшення в'язкості пластової рідини на 20–25 %, покращення питомого опору гірських порід, а також зростання об'єму вилучених залишкових ресурсів. Згідно з даними УкрНДІгазу, в середньому коефіцієнт нафтовилучення зростав на 8–12 % після одноразового циклу впливу.
У Південній Америці, зокрема в Аргентині та Венесуелі, метод застосовується в умовах глибоких пластів із високим вмістом парафіну. Тут електромагнітне поле використовується не тільки для стимуляції фільтрації, а й для очищення стовбура свердловини від парафінових та асфальтенових відкладень, які часто блокують потік. Також розробляються мобільні комплекси, здатні працювати на кількох свердловинах без демонтажу. У разі глибоководних шельфових свердловин електромагнітна технологія дозволяє проводити дистанційне стимулювання без прямого втручання у конструкцію свердловини, що є великим плюсом з погляду безпеки та екології.
Перспективним напрямом є поєднання електромагнітної дії з нанофлюїдами або реагентами, які активуються при нагріванні або зміні поля. Наприклад, введення в пласт полімерних мікрочастинок, які під дією електромагнітного поля змінюють розмір або форму, дозволяє реалізувати інтелектуальне керування фільтраційним процесом. Це відкриває двері до створення адаптивних технологій, які реагують на зміну умов у реальному часі. Уже зараз такі розробки проходять тестування в Норвегії, ОАЕ та Катарі, і їхній успіх може означати появу нового покоління високоточних методів стимуляції пластів.